# 陶玲
陶玲（1971年11月—），女，汉族，中共党员，研究生学历、法学博士学位。中华人民共和国政治人物。曾任中国人民银行金融稳定局副局长、国务院金融委办公室秘书局局长、中央金融委员会办公室主任。现任中国人民银行副行长、党委委员兼中国人民银行上海总部党委书记。